# Suså
El Suså és un riu danès de l'illa de Sjælland. Oficialment neix a la zona boscosa de Tingerup Tykke, prop de Rønnede. Després del naixement descriu un arc cap al nord-oest i passa per Haslev, Ringsted i Sorø i finalment gira cap al sud travessa el llac Tystrup i continua vers a la seva desembocadura prop de Næstved, a la badia de Karrebæksminde. Durant els seus 83 km discorre pel territori dels municipis de Næstved, Faxe i Ringsted desembocant a la ciutat de Næstved.
És el cinquè riu del país per longitud i el rierol més llarg de l'illa de Selàndia.